# Oxibrometo de fósforo
Oxibrometo de fósforo, oxibrometo de fósforo(V) também conhecido como brometo de fosforila, é um composto inorgânico com a fórmula POBr3. É classificado com o número EC 232-177-7, número MDL MFCD00036298, PubChem Substance ID 24863480 e EINECS 232-177-7. Decompõe-se quando em contato com água.
É solúvel em benzeno, éter e clorofórmio. Apresenta-se como placas de cor laranja claro.
É produzido pela reação de pentabrometo de fósforo e pentóxido de fósforo.
As bromações de 2-hidroxipirazina com brometo de fosforila e pentabrometo de fósforo tem resultado em mistura de 2-bromopirazina e 2,6-dibromopirazina. Como um reagente isolado de bromação, ou com tribrometo de fósforo como diluente, é um reagente útil para a síntese de 2-bromopirazinas alquiladas mas resulta em complicações na reação por render substitutos alquil substituídos e do núcleo pirazina.